# Тверське повстання
Тверське повстання — перше велике повстання володимирців проти Золотої Орди, відбулося в 1327 році. Жорстоко придушене спільними зусиллями Золотої Орди, Москви і Суздаля. Фактично призвело до перерозподілу сил на користь Москви, підвівши риску під чвертю століття суперництва Москви і Твері за верховенство в Північно-Східній Русі. Найбільш докладний виклад подій 1327 року перебуває в Тверському збірнику і Рогозькому літописці.
Внаслідок придушення повстання, Твер була повністю розгромлена і спустошена. У руїнах лежали й інші міста Тверського князівства. І все ж, попри ці великі жертви, тверське повстання 1327 дало величезні позитивні підсумки. Це повстання зірвало плани Золотої Орди, спрямовані на те, щоби міцніше прибрати до рук руські землі, налагодити там якесь безпосереднє керування, корінним чином припинити всякий непослух і непокору. Тверське повстання показало Золотій Орді, що такі плани навіть щодо обмежених земель приречені на невдачу. Золота Орда могла ще зібрати сили для чергового карального походу проти бунтівного князівства, але й такий крутий захід не міг вже повернути Русь до колишніх часів заціпеніння і беззаперечної покори. Тверське повстання було яскравим прикладом боротьби русичів проти ординців і їх вірних васалів, саме воно показало що опір Золотій орді можливий а її могутність в силу багатьох причин йде на спад.